# Daisaku Kadokawa
Pour les articles homonymes, voir Kadokawa.
Daisaku Kadokawa (門川 大作, Kadokawa Daisaku), né le 23 novembre 1950 à Nakagyō-ku, dans la ville de Kyoto, est un fonctionnaire du secteur de l'éducation et homme politique japonais, maire de Kyoto de 2008 à 2024. Depuis sa retraite de la politique, il est conseiller auprès du club de football Kyoto Sanga  FC.

## Biographie

### Jeunesse et carrière avant la politique
Daisaku Kadokawa naît le 23 novembre 1950 dans l'arrondissement de Nakagyō-ku. Il effectue ses études primaires à l'école primaire municipale Tatsuike (ja) (京都市立龍池小学校), puis ses études secondaires au collège municipal Jōson (ja) (京都市立城巽中学校). Il les terminent en mars 1969 au programme à temps partiel du lycée municipal Horikawa (ja) (京都市立堀川高等学校). En avril de la même année, il devient membre de la commission scolaire de Kyoto (ja). Alors qu'il est membre de la commission scolaire, il complète ses études universitaires à la faculté de droit de l'université de Ritsumeikan.
Après avoir été directeur des Affaires générales et directeur adjoint de l'Éducation de la commission scolaire de Kyoto, il devient surintendant de l'Éducation de Kyoto en 2001. À partir de 2003, il devient membre de la commission centrale de l'Éducation du ministère de l'Éducation, de la Culture, des Sports, des Sciences et de la Technologie, puis à partir de 2006, membre de la commission de la reconstruction de l'Éducation du gouvernement Abe I. En 2007, il démissionne de son poste de surintendant.

### Carrière politique
Daisaku Kadokawa se lance en politique en février 2008, après que l'ancien maire Yorikane Masumoto ait annoncé son intention de ne pas se représenter. Il affronte notamment l'avocat Kazuo Nakamura, son principal adversaire, ainsi que Shōei Murayama et Toshihiko Okada. Même si tous les candidats sont indépendants, Kadokawa est appuyé par le Parti libéral-démocrate, le Kōmeitō, le Parti démocrate et le Parti social-démocrate, tandis que Nakamura est soutenu par le Parti communiste japonais. Kadokawa remporte l'élection de 2008 de peu, avec seulement 951 voix d'avance sur Nakamura,,. Kadokawa sera plus tard soutenu par la majorité des principaux partis politiques japonais à ses réélections, à l'exception du Parti communiste.
À sa première réélection en février 2012, Kadokawa a fait face à Kazuo Nakamura, qui l'avait affronté aux précédentes élections. L'enjeu principal était le sujet de prévention des catastrophes naturelles en milieu urbain, ainsi que la dépendance à l'énergie nucléaire, problème qui refait surface après l'accident nucléaire de Fukushima survenu en mars 2011, notamment dû aux centrales de Takahama et d'Ōi, dans la préfecture voisine de Fukui. Nakamura fait notamment campagne pour arrêter l'utilisation de l'énergie nucléaire, tandis que Kadokawa propose plutôt un changement graduel vers les énergies renouvelables. Il remporte l'élection avec une nette majorité de 53% contre 46%,,.
En décembre 2015, Kadokawa décide de représenter aux élections municipales de février 2016. Il remporte une majorité écrasante de plus de 60% sur ses deux opposants. En mars 2016, après avoir milité de nombreuses années pour sa concrétisation, Kadokawa voit la décision prise pour que l'agence pour les Affaires culturelles soit déménagée à Kyoto. Il avait fait campagne depuis plus de dix ans pour la relocalisation, en renfocer les liens avec le gouvernement préfectoral et le gouverneur Keiji Yamada, ainsi que le président de la chambre de commerce de Kyoto Yoshio Tateishi (ja). Il avait déjà entamé des relations après la nomination de Hayao Kawai en 2002 comme commissaire général de l'agence. En mars 2023, la relocalisation a effectivement eu lieu et Kadokawa a fait part de son contentement après la réalisation de son souhait.
Le 17 octobre 2019, il annonce l'intention de se représenter pour un quatrième mandat aux élections de février 2020. Il remporte une large majorité sur ses deux opposants, Kazuhito Fukuyama, soutenu par le Parti communiste, et Shōei Murayama, qui l'avait déjà affronté auparavant. Les principaux enjeux durant l'élection ont été le quatrième mandat de Kadokawa, considéré controversé pour un maire à Kyoto, le déficit budgétaire de Kyoto en 2020, la première fois depuis 2001, le problème des détritus laissés par les touristes et la saturation du réseau d'autobus municipal (ja), dû à l'afflux important de touristes,,. Le 26 mai 2020, Kadokawa et le gouvernement municipal annonce l'introduction d'un système de déclaration de partenariat pour les couples LGBT comme ayant une relation équivalente au mariage, avec effet le 1er septembre.  La même journée, pour collecter des fons pour la lutte contre le Covid-19, il annonce une réduction de 30% de sa prime de fin d'année, ainsi qu'une réduction de 20% sur celle des maires adjoints. Le 25 mai 2021, il annonce un plan de réforme municipale pour 2025, citant la dette croissante de la ville, notamment due au maintien de la ligne Tōzai du métro de Kyoto, ainsi que due aux salaires élevés des employés municipaux. Il avait entre autres annoncé en 2023 la coupure de plus de 439 postes municipaux, ainsi que la réduction de subventions aux garderies et une hausse des frais d'inscription pour les personnes âgées,,. Le plan de réforme économique municipal est cependant critiqué, après que des rénovations majeures de la mairie (ja) ont été effectuées aussi en 2021. Le coût élevé du nouveau passage souterrain relié au métro, des portes laquées de l'ascenseur, ainsi que du salon de thé qui n'a plus tard pas été utilisé ont été critiqués comme extravagants,. Le 25 avril 2023, Kadokawa introduit un nouveau plan d'urbanisme, relaxant certaines des restrictions quant à la hauteur des nouvelles constructions et au ratio d'occupation du terrain imposées en 2007, pour les secteurs au sud de la gare de Kyoto et à l'est de la ville, dans le but d'attirer de nouvelles familles.
Le 23 août 2023, dans une conférence de presse, il annonce ne pas se représenter aux élections municipales de 2024 (ja), et qu'il prendra sa retraite à la fin de son quatrième mandat. Il affirme vouloir réapprendre à nouveau en tant que citoyen et être utile à tous après avoir passé seize années constructives en tant que maire. Après sa retraite politique, il est devenu conseiller auprès de l'équipe de football préfectorale, le Kyoto Sanga FC.

## Controverses et image publique
Il est connu pour porter des vêtements traditionnels lors de ses apparitions publiques, notamment lors de réunions du conseil municipal, ce qui est de coutume pour les maires de Kyoto. En juin 2019, après la tentative de Kim Kardashian de déposer un marque de commerce pour le nom « KIMONO » pour sa marque de sous-vêtements, Kadokawa lui a envoyé une lettre, expliquant que le kimono représente le sens esthétique, la spiritualité et la valeur des Japonais, et que le mot « kimono » est propriété commune de tous ceux qui l'aime, et qu'il ne devrait pas être monopolisé. En 2017, après que plusieurs cormorans de l'entreprise locale de pêche au cormoran Arashiyama Tsūsen (ja) soient morts d'une grippe aviaire, une association de promotion de la pêche au cormoran d'Arashiyama a été créée, et Kadokawa en est devenu un conseiller spécial. Durant son mandat, il a accordé beaucoup d'importance à la place du tourisme dans l'économie de Kyoto.
En 2005, après avoir été l'un des employés municipaux à utiliser plus de 80 millions de yen en subventions municipales sur un voyage aux sources chaudes avec la Ligue de libération Buraku, il est contraint d'en reversé à la ville. Le 7 juillet 2018, alors qu'un avertissement concernant de fortes pluies avait été émis pour la préfecture de Kyoto, Kadokawa est vu se rendant à la fête de soutien du membre de la Chambre des représentants Shoji Nishida (en),. Le 18 juillet 2019, durant un discours de campagne pour la candidature de Hiroko Masuhara (ja) à la Chambre des représentants, qui a lieu dans un hôtel de l'arrondissement de Kamigyō, Kadokawa fait référence à l'incendie criminel de Kyoto Animation qui s'est produit le même jour, en disant « Dans un incendie, trois ou dix minutes sont cruciales. Dans une élection, la situation peut être renversée en un ou deux jours. » Son commentaire s'est attiré des remarques des personnes présentes. Dans une interview avec Kyoto Shimbun juste après le discours, il explique que ce type de slogan est commun. Il finit cependant par s'excuser le lendemain et a présenté ses condoléances. À la veille de la fin de la campagne électorale de Masuhara, Kadokawa ne s'est finalement pas présenté pour la soutenir,,.

## Vie personnelle
Il est marié et père de trois fils et une fille.

## Résultats électoraux
| Inscrits                 | Inscrits                 | Inscrits                 | 1 159 615 |             |  |  |
| Abstentions              | Abstentions              | Abstentions              | 687 508   | 59,29 %     |  |  |
| Votants                  | Votants                  | Votants                  | 472 107   | 40,71 %     |  |  |
|                          |                          |                          |           |             |  |  |
| Bulletins enregistrés    | Bulletins enregistrés    | Bulletins enregistrés    | 472 107   |             |  |  |
| Bulletins blancs ou nuls | Bulletins blancs ou nuls | Bulletins blancs ou nuls | 4 990     | 1,06 %      |  |  |
| Suffrages exprimés       | Suffrages exprimés       | Suffrages exprimés       | 467 117   | 98,94 %     |  |  |
|                          |                          |                          |           |             |  |  |
|                          | Candidat                 | Parti                    | Suffrages | Pourcentage |  |  |
|                          | Daisaku Kadokawa (réélu) | Indépendant              | 210 640   | 45,09 %     |  |  |
|                          | Kazuhito Fukuyama        | Indépendant              | 161 618   | 34,6 %      |  |  |
|                          | Shōei Murayama (ja)      | Indépendant              | 94 859    | 20,31 %     |  |  |

| Inscrits                 | Inscrits                 | Inscrits                 | 1 141 060 |             |  |  |
| Abstentions              | Abstentions              | Abstentions              | 733 931   | 64,32 %     |  |  |
| Votants                  | Votants                  | Votants                  | 407 129   | 35,68 %     |  |  |
|                          |                          |                          |           |             |  |  |
| Bulletins enregistrés    | Bulletins enregistrés    | Bulletins enregistrés    | 407 129   |             |  |  |
| Bulletins blancs ou nuls | Bulletins blancs ou nuls | Bulletins blancs ou nuls | 8 131     | 2 %         |  |  |
| Suffrages exprimés       | Suffrages exprimés       | Suffrages exprimés       | 398 998   | 98 %        |  |  |
|                          |                          |                          |           |             |  |  |
|                          | Candidat                 | Parti                    | Suffrages | Pourcentage |  |  |
|                          | Daisaku Kadokawa (réélu) | Indépendant              | 254 545   | 63,8 %      |  |  |
|                          | Kumiko Honda             | Indépendant              | 129 119   | 32,36 %     |  |  |
|                          | Takashi Mikami           | Indépendant              | 15 334    | 3,84 %      |  |  |

| Inscrits                 | Inscrits                 | Inscrits                 | 1 140 156 |             |  |  |
| Abstentions              | Abstentions              | Abstentions              | 720 953   | 63,23 %     |  |  |
| Votants                  | Votants                  | Votants                  | 419 203   | 36,77 %     |  |  |
|                          |                          |                          |           |             |  |  |
| Bulletins enregistrés    | Bulletins enregistrés    | Bulletins enregistrés    | 419 203   |             |  |  |
| Bulletins blancs ou nuls | Bulletins blancs ou nuls | Bulletins blancs ou nuls | 7 467     | 1,78 %      |  |  |
| Suffrages exprimés       | Suffrages exprimés       | Suffrages exprimés       | 411 736   | 98,22 %     |  |  |
|                          |                          |                          |           |             |  |  |
|                          | Candidat                 | Parti                    | Suffrages | Pourcentage |  |  |
|                          | Daisaku Kadokawa (réélu) | Indépendant              | 221 765   | 53,86 %     |  |  |
|                          | Kazuo Nakamura (ja)      | Indépendant              | 189 971   | 46,14 %     |  |  |

| Inscrits                 | Inscrits                 | Inscrits                 | 1 142 979 |             |  |  |
| Abstentions              | Abstentions              | Abstentions              | 710 689   | 62,18 %     |  |  |
| Votants                  | Votants                  | Votants                  | 432 290   | 37,82 %     |  |  |
|                          |                          |                          |           |             |  |  |
| Bulletins enregistrés    | Bulletins enregistrés    | Bulletins enregistrés    | 432 290   |             |  |  |
| Bulletins blancs ou nuls | Bulletins blancs ou nuls | Bulletins blancs ou nuls | 6 845     | 1,58 %      |  |  |
| Suffrages exprimés       | Suffrages exprimés       | Suffrages exprimés       | 425 445   | 98,42 %     |  |  |
|                          |                          |                          |           |             |  |  |
|                          | Candidat                 | Parti                    | Suffrages | Pourcentage |  |  |
|                          | Daisaku Kadokawa (élu)   | Indépendant              | 158 472   | 37,25 %     |  |  |
|                          | Kazuo Nakamura (ja)      | Indépendant              | 157 521   | 37,02 %     |  |  |
|                          | Shōei Murayama (ja)      | Indépendant              | 84 750    | 19,92 %     |  |  |
|                          | Toshihiko Okada          | Indépendant              | 24 702    | 5,81 %      |  |  |

## Distinctions
- Officier de la Légion d'honneur en novembre 2019[40]